# Kaname
Kaname (jap. かなめ, カナメ) – imię japońskie noszone zarówno przez kobiety jak i przez mężczyzn.

## Możliwa pisownia
Kaname można zapisać używając wielu różnych znaków kanji i może znaczyć m.in.:
- 要, „kamień węgielny/podstawa”
- 枢, „oś”

## Znane osoby
- Kaname Ikeda (要), japoński urzędnik
- Kaname Tajima (要), japoński polityk

## Fikcyjne postacie
- Kaname Chidori (かなめ), główna bohaterka mangi i anime Full Metal Panic!
- Kaname Hagiri (要), bohater mangi i anime YuYu Hakusho
- Kaname Isaki (要), bohater mangi i anime Nagi no asukara
- Kaname Kenjō (要), bohaterka mangi i anime Strawberry Panic!
- Kaname Kuran (枢), główny bohater mangi i anime Vampire Knight
- Kaname Nojima (要), bohater mangi i anime Shigofumi: Stories of Last Letter
- Kaname Tōsen (要), bohater mangi i anime Bleach
- Kaname Sonō (要), bohater mangi i anime Gakuen Alice
- Kaname Ōgi (要), bohater mangi i anime Code Geass